# کلها
کویر کلها کویری از توابع بخش آسارا شهرستان کرج در استان البرز ایران است. زبان مادری مردم روستا تاتی است.
این روستا نزدیک به دریاچه سد کرج قرار دارد.

## جمعیت
این روستا در دهستان آدران قرار دارد و براساس سرشماری مرکز آمار ایران در سال ۱۳۸۵، جمعیت آن ۸۸ نفر (۲۹خانوار) بوده‌است.